# Alendorf
Alendorf ist ein Ortsteil der Gemeinde Blankenheim im Kreis Euskirchen in Nordrhein-Westfalen.

## Lage

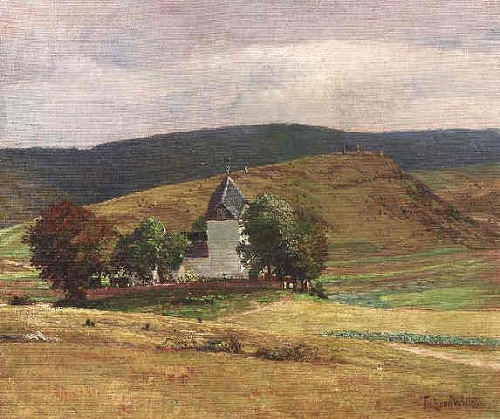
Kirche in Alendorf (Gemälde von Fritz von Wille)

Alendorf liegt auf einer Hochebene südlich von Blankenheim. Durch den Ort verläuft die Kreisstraße 43. Der Odenbach mündet im Ort in den Lampertsbach.

## Geschichte
An der alten Römerstraße von Jünkerath nach Blankenheim wurde eine römische Siedlung entdeckt. Danach siedelten in der Region die Franken. Erstmals urkundlich erwähnt wurde Alendorf im Jahre 1271. Zu der Zeit hieß der Ort Aldindorph. Ob sich dieser Name von Altes Dorf oder Dorf des Aldo ableitet, ist ungeklärt.
Alendorf ist eine der ältesten Pfarreien im Dekanat Blankenheim im Erzbistum Köln und wird im ersten amtlichen Pfarr- und Kirchenverzeichnis im 13. Jahrhundert als Aldendorp aufgeführt.
Ab Mitte des 14. Jahrhunderts gehörte Alendorf zur Herrschaft Jünkerath, danach seit 1498 zu Blankenheim.
Am 1. Juli 1969 wurde Alendorf nach Blankenheim eingemeindet.

## Sehenswürdigkeiten und Tourismus

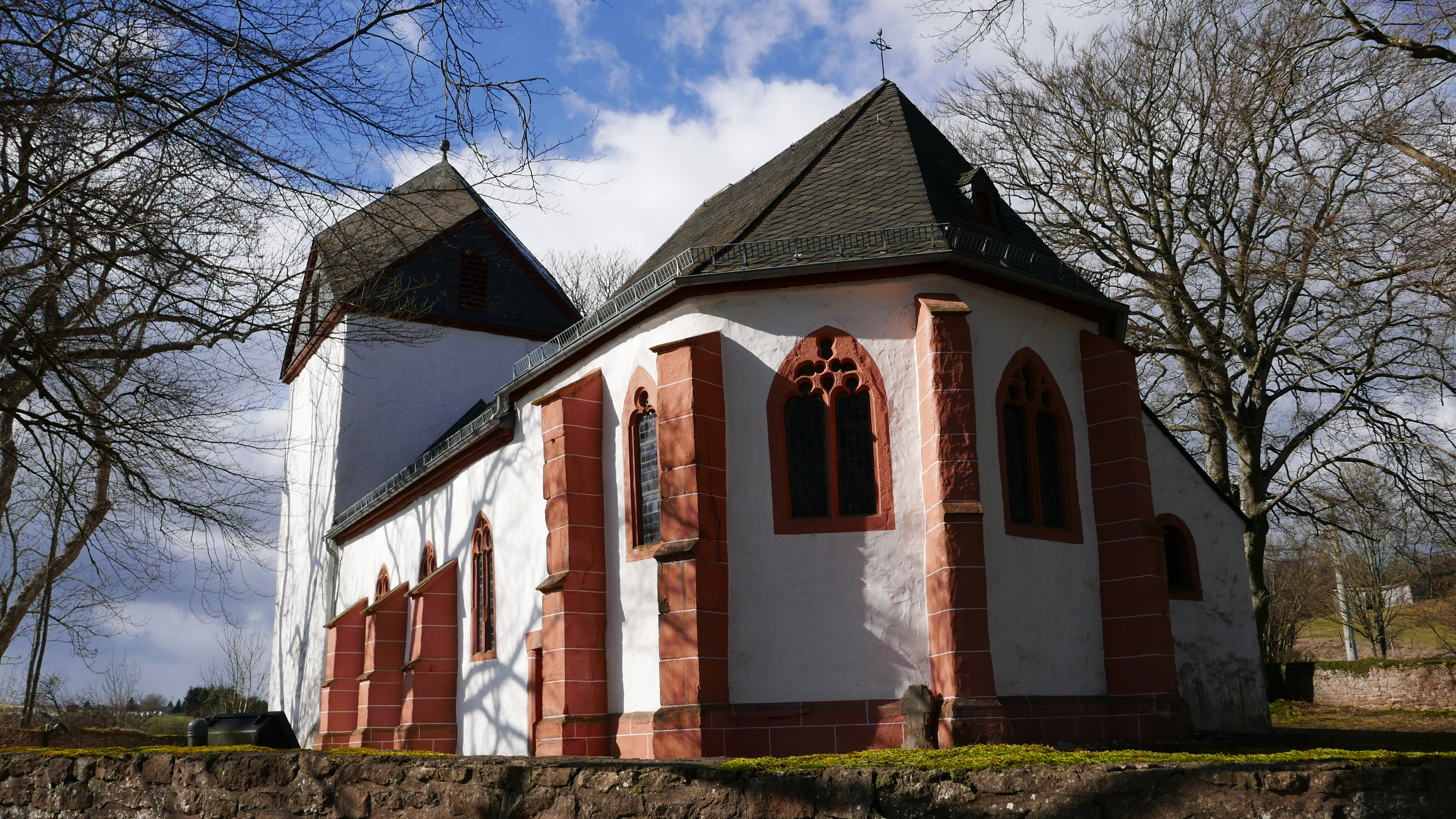
Alte Kirche Alendorf

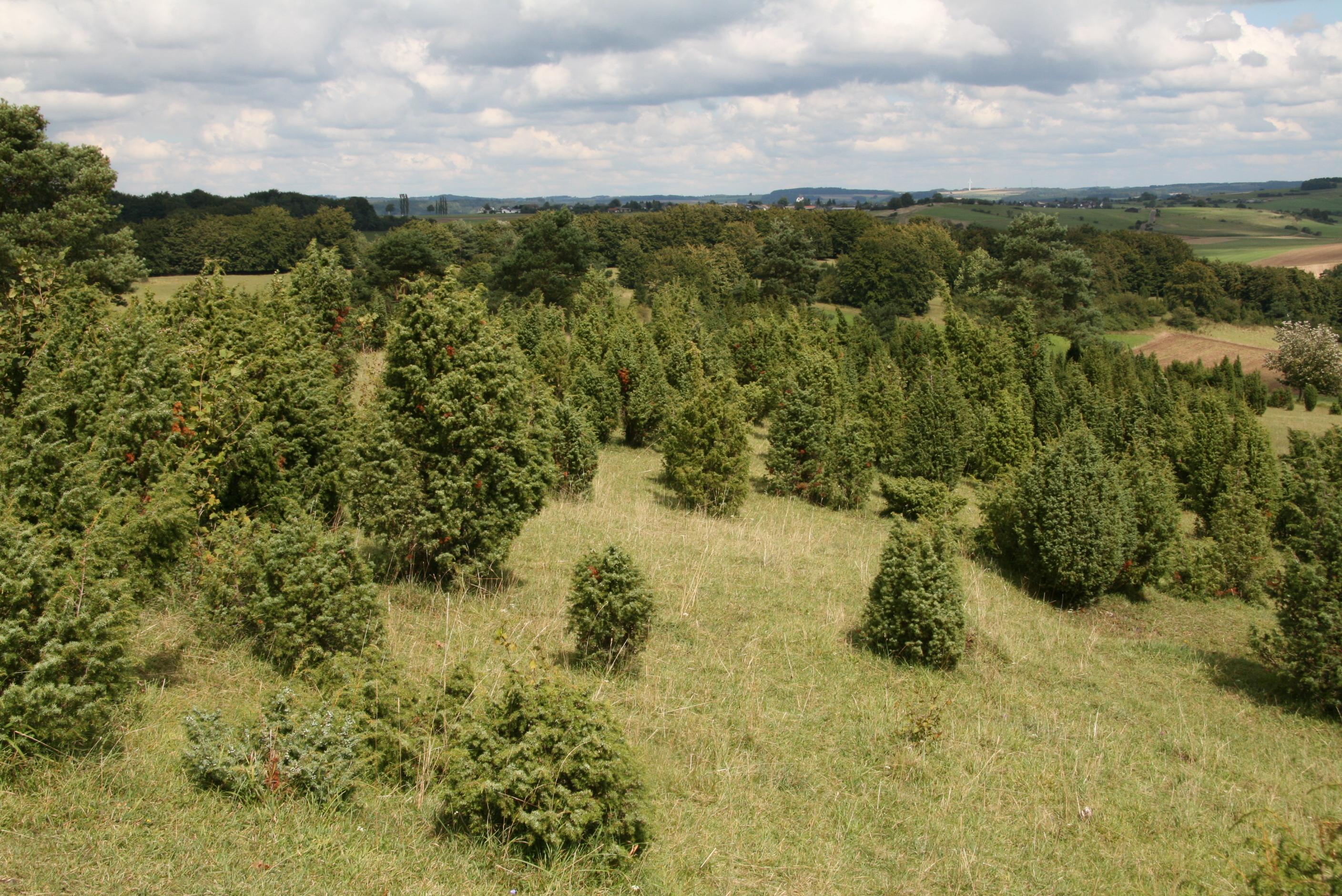
Die Wacholderheide im Lampertstal

- Die Alte Kirche stammt aus dem Jahre 1494. Sie wurde 1964 saniert und steht unter Denkmalschutz.
- Auf dem Friedhof der Alten Kirche befindet sich auch die Kriegsgräberstätte Blankenheim-Alendorf. Sie entstand 1948 als Kriegerehrenmal und wurde 1966 auf Initiative des Volksbundes Deutsche Kriegsgräberfürsorge zur Kriegsgräberstätte umgebaut.
- Um das Dorf herum liegt das 1.101 Hektar große Naturschutzgebiet Lampertstal und Alendorfer Kalktriften mit Fuhrbach und Mackental. Es ist das größte Wacholder-Schutzgebiet in Nordrhein-Westfalen. 1953 stellte die zuständige Behörde die Kalktriften in der Gemarkung Alendorf unter Schutz.[3] Auf dem Kalvarienberg (522,8 m ü. NHN), dem Hämmersberg (530 m) und dem Eierberg (548 m) haben sich auf kalkigem Untergrund Pflanzen von großem Seltenheitswert entwickelt.
- Durch den Ort führt der Radwanderweg Eifel-Höhen-Route, der als Rundkurs um den Nationalpark Eifel führt.

## Verkehr
Die VRS-Buslinie 833 der RVK verbindet den Ort mit Blankenheim, Ripsdorf und Waldorf, überwiegend als TaxiBusPlus im Bedarfsverkehr. Zusätzlich verkehrt an Wochenenden von April bis Oktober ein Wanderbus als Linie 770 von Mirbach nach Blankenheim und Kall.
| Linie | Verlauf |
| ----- | --- |
| 770   | Wanderbus (nur samstags, sonn- und feiertags von April bis Oktober): Kall Bf – Urft Bf – Steinfeld – Nettersheim Bf – Marmagen – Blankenheim (Wald) Bf – Blankenheim Busbf – Blankenheim Rathaus – (Ripsdorf ← Alendorf ←) Mirbach |
| 833   | MiKE (außer im Schülerverkehr): (Finkenhof –) Blankenheim Busbf – Blankenheim Rathaus – Hüngersdorf / Nonnenbach – Ripsdorf – Dollendorf / (Alendorf – Waldorf)                                                                    |